# 平和の滝
平和の滝（へいわのたき）は、北海道札幌市西区平和の琴似発寒川の流脈にある滝である。別名「右股の滝」とも呼ばれる。

## 概要
滝の名称は周辺の地名である「平和」からきている。これは開拓時代、開墾に相当困難が伴ったことから願望をこめてつけられた地名である。
落差は約10メートルほどある。近くには手稲山登山口や大平和寺がある。市街地に比較的近いところに位置していることから、多くの市民が訪れる。
平和の滝から上流に2.5キロメートル行くと、「布敷の滝」がある。

## 碑
滝の入り口の横には記念碑が建立されている。
相沢良記念碑
1932年（昭和7年）、女性平和運動家・相沢良は、古谷製菓工場の女性たちと3回ほど滝近くでハイキングを行っており、これが後にこの地に記念碑が立てられる契機となった。
韓国人殉難者之慰霊碑
1960年（昭和35年）6月25日建立。北海道各地の炭鉱で強制労働させられた朝鮮人の慰霊が目的。石材は東北地方から運ばれたといわれる。
当初は藻南公園や美香保公園に建立する案もあったが、地元の強い反対に遭ったため、経王寺の住職・松井の提案により、同寺の修行道場・大平和寺のある当地が紹介された。

## ギャラリー

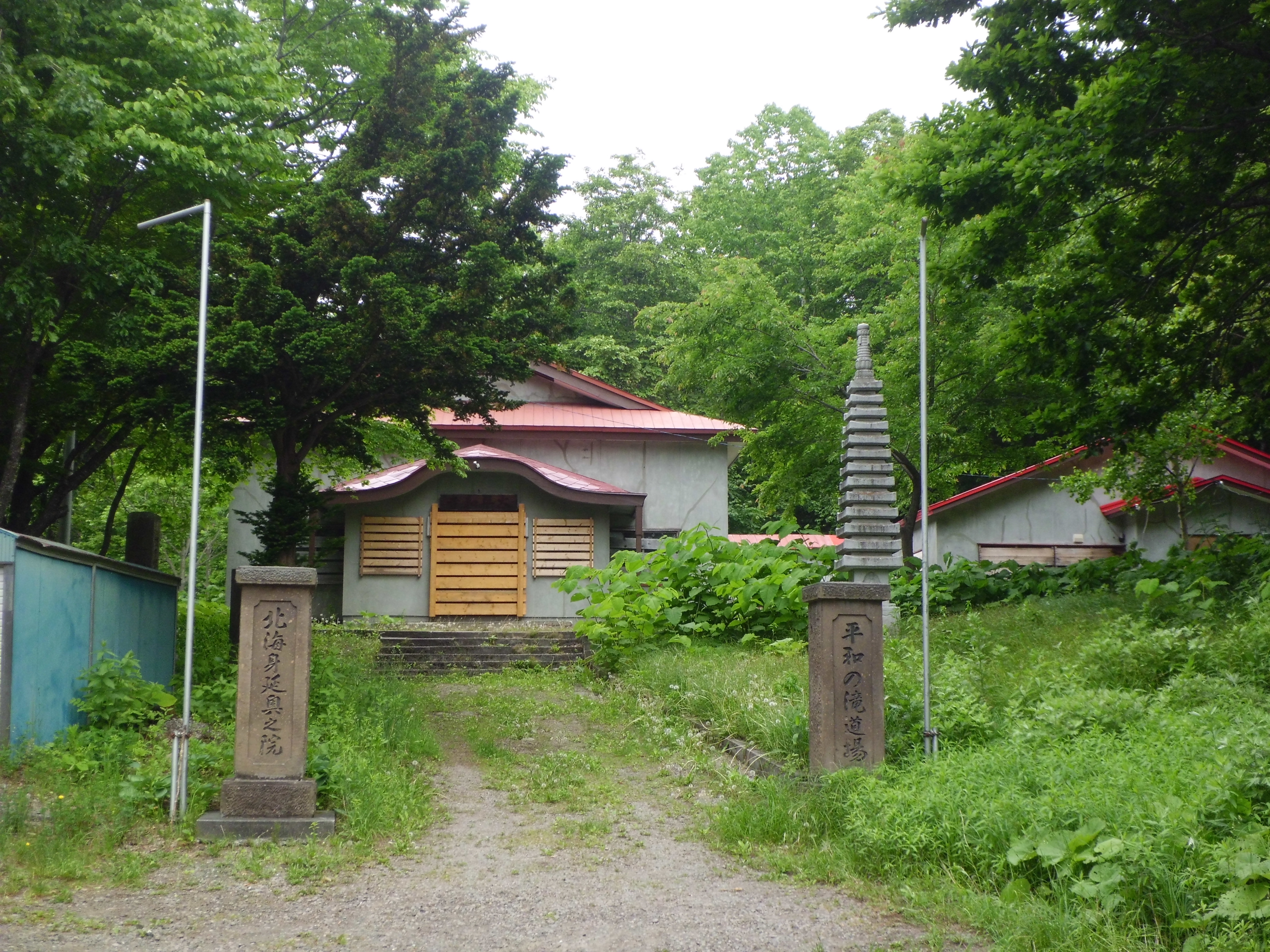
大平和寺
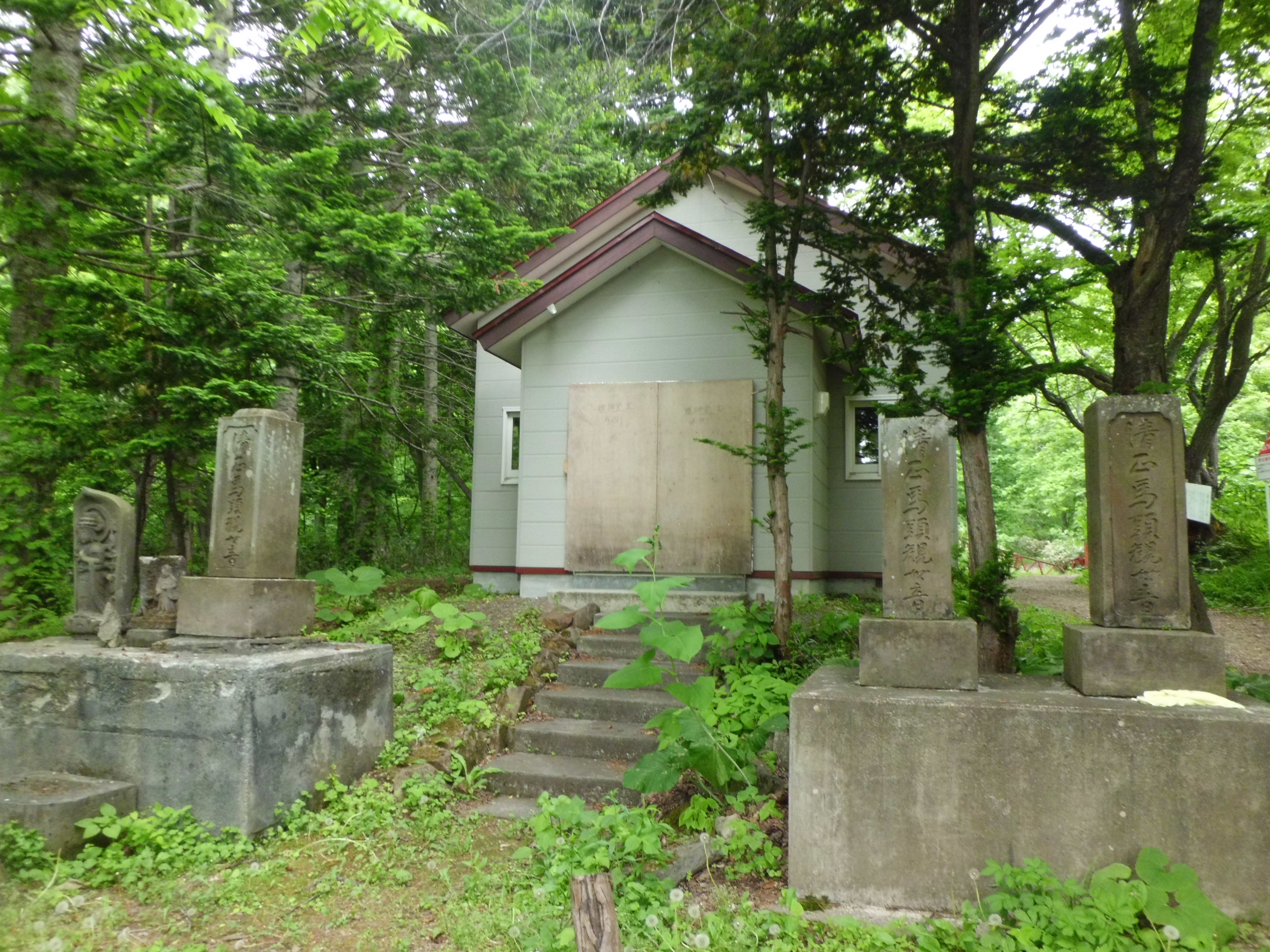
清正馬頭観世音
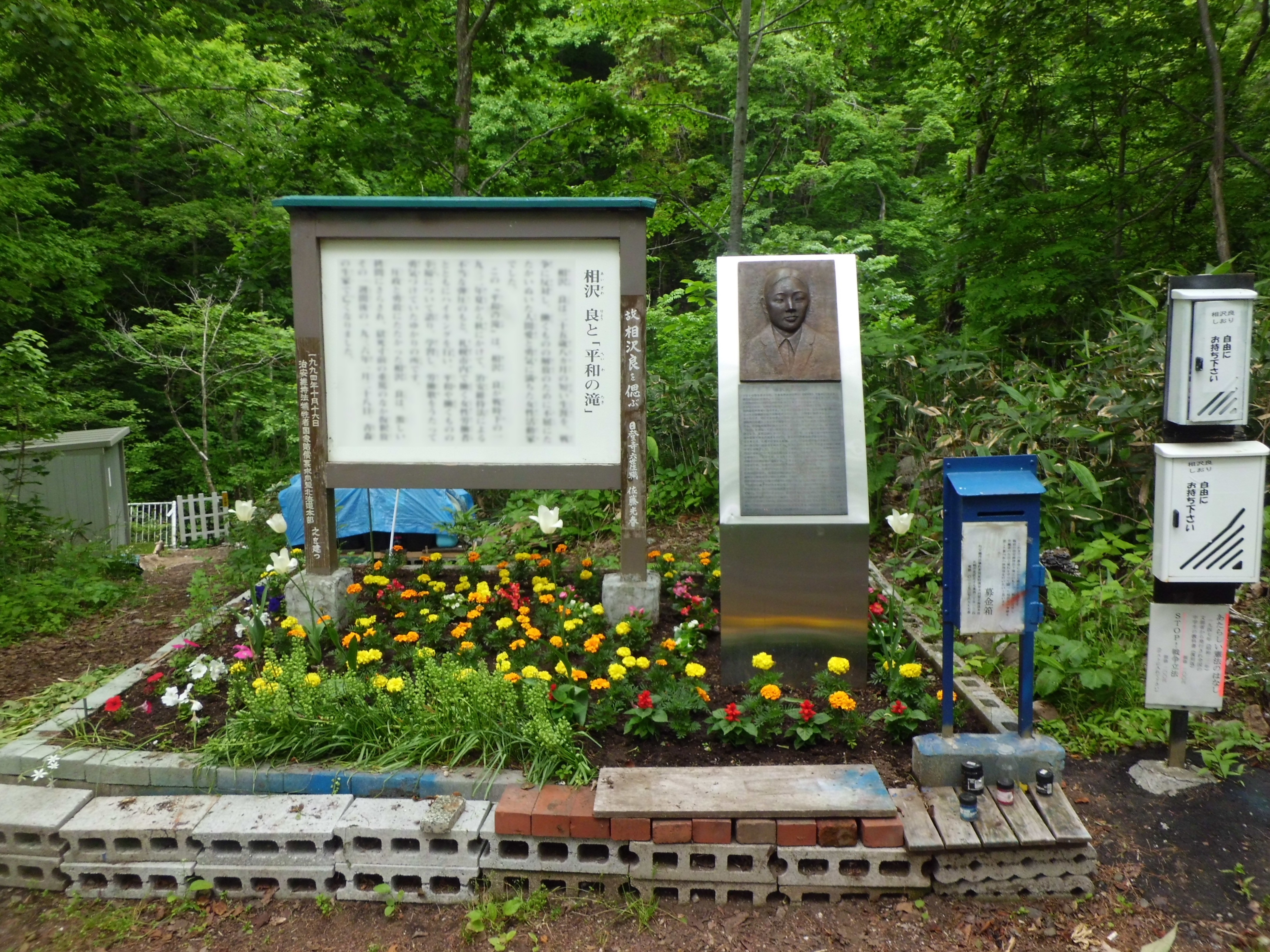
相沢良 記念碑
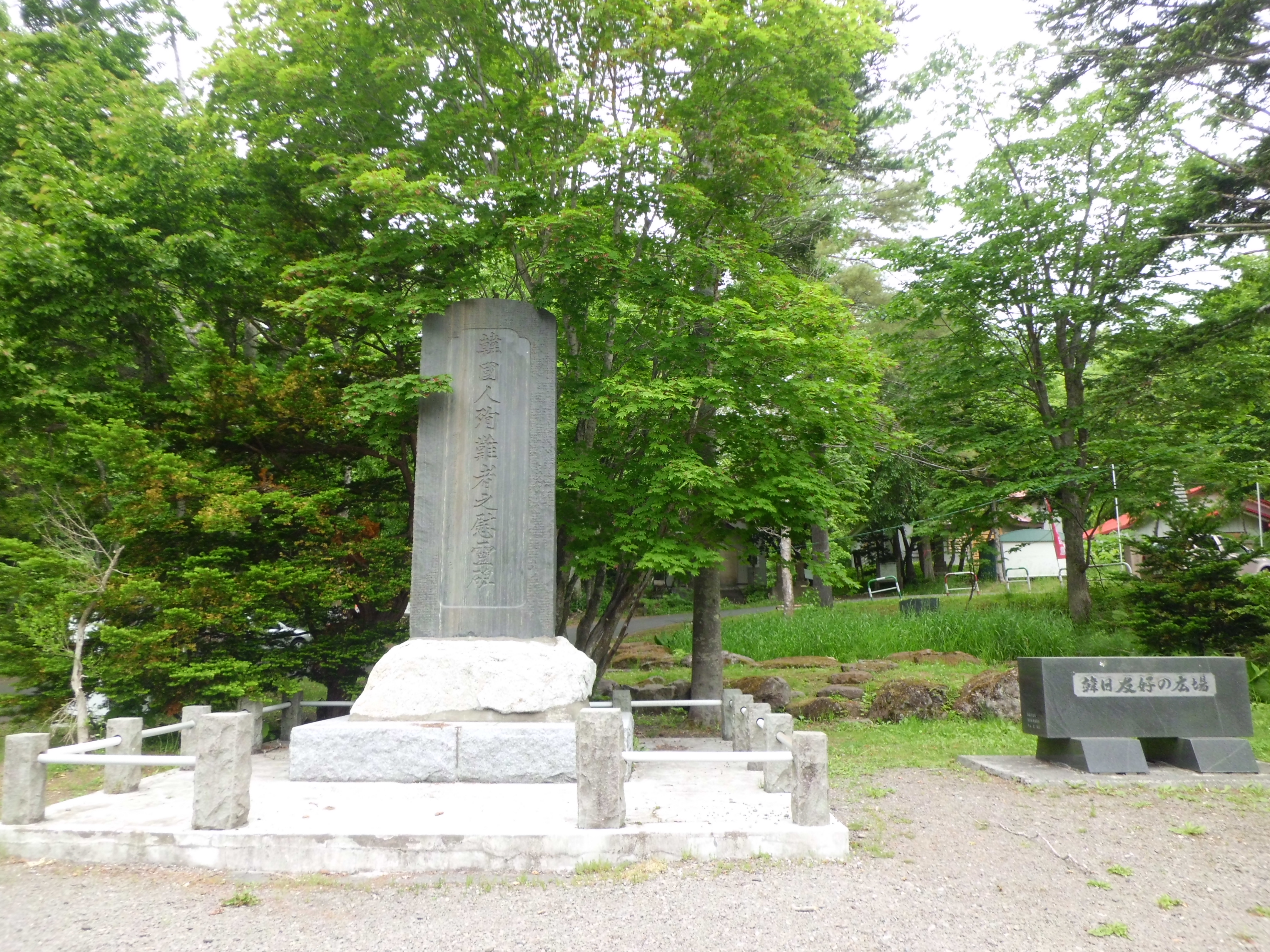
韓国人殉難者之慰霊碑
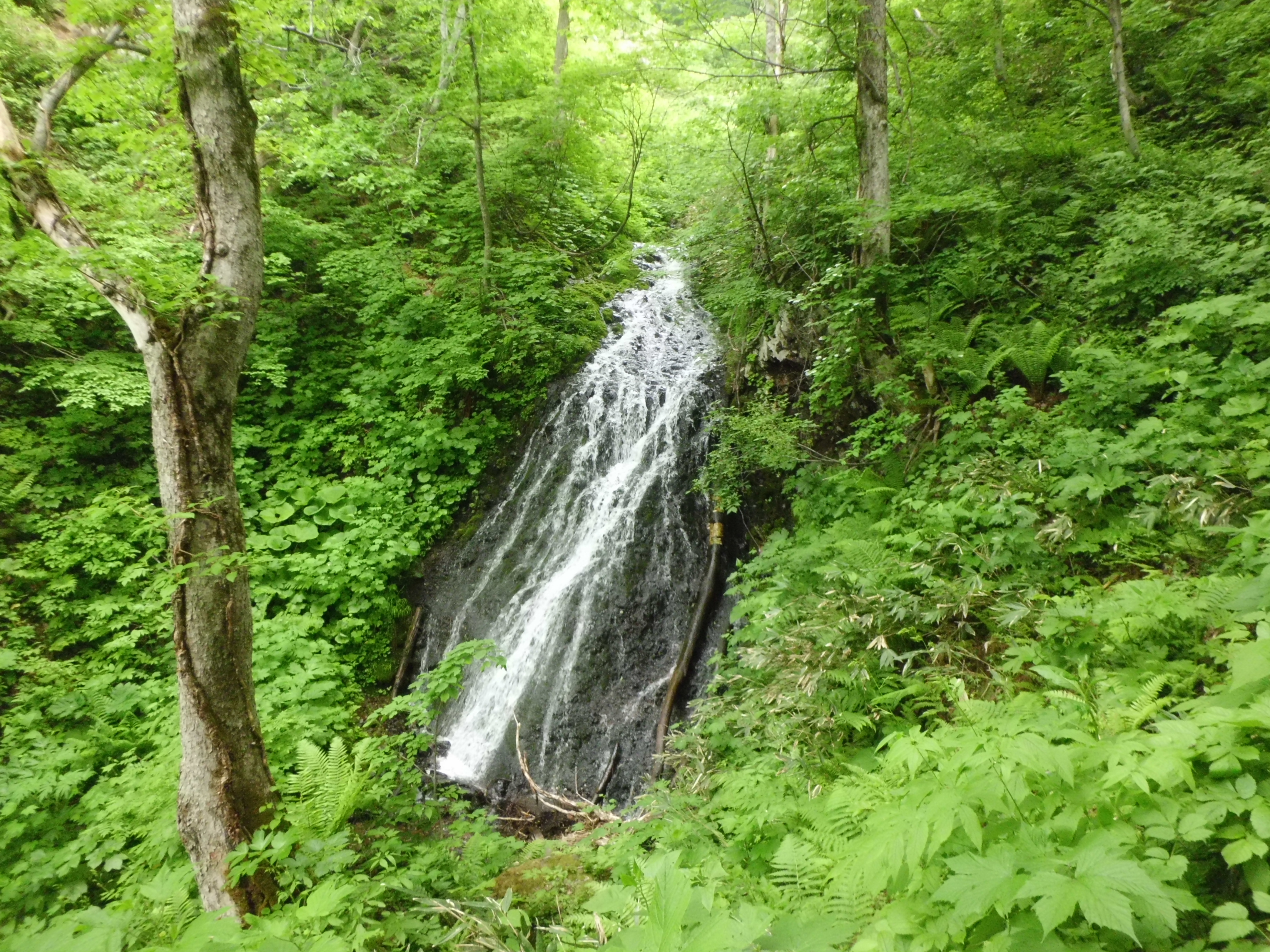
布敷の滝